# Casa Nadal (Sant Sadurní d'Anoia)
La Casa Nadal és una obra noucentista de Sant Sadurní d'Anoia (Alt Penedès) inclosa a l'Inventari del Patrimoni Arquitectònic de Catalunya.

## Descripció
Edifici entre mitgeres de planta baixa, dos pisos i golfes amb terrat. La façana presenta com a elements remarcables la tribuna, semicilíndrica, amb balcó superior, els aplacats decoratius de ceràmica i el fals ràfec. L'estil predominant a la construcció és el Noucentisme.

## Història
La Casa Nadal, també coneguda amb el nom de Casa Maria Sàbat, va ser construïda aproximadament l'any 1929.